# Phorticella antestriata
Phorticella antestriata är en tvåvingeart som beskrevs av Toyohi Okada och Carson 1983. Phorticella antestriata ingår i släktet Phorticella och familjen daggflugor. Inga underarter finns listade i Catalogue of Life.